# Dasyuromyia sarcophagidea
Dasyuromyia sarcophagidea là một loài ruồi trong họ Tachinidae.